# Сухая кладка
Сухая кладка — метод строительства, при котором здания или их элементы сооружаются из камня без использования связывающего раствора. Устойчивость сухой кладки обеспечивается наличием несущего фасада из тщательно подобранных друг к другу сцепляющихся камней. Это наиболее архаичный из методов каменной кладки. Обычно используется для сооружения стен, однако известны целые здания и мосты, сооружённые подобным методом.
Первыми строителями, обратившими особое внимание на сейсмостойкость капитальных построек, в частности, сухой кладки стен зданий, были инки, древние жители Перу. Особенностями архитектуры инков является необычайно тщательная и плотная (так, что между блоками нельзя просунуть и лезвия ножа) подгонка каменных блоков (часто неправильной формы и очень различных размеров) друг к другу без использования строительных растворов.
Благодаря этим особенностям кладка инков не имела резонансных частот и точек концентрации напряжений, обладая дополнительной прочностью свода. При землетрясениях небольшой и средней силы такая кладка оставалась практически неподвижной, а при сильных — камни «плясали» на своих местах, не теряя взаимного расположения и при окончании землетрясения укладывались в прежнем порядке.
Эти обстоятельства позволяют считать сухую кладку стен инками одним из первых в истории устройств пассивного виброконтроля зданий.

## Галерея
- Средневековая стена в заповеднике Оттенбю, Оланд, Швеция
- Стены эпохи инков, крепость Саксайуаман, Куско, Перу
- Законченная секция стены в южном Уэльсе
- Стена сухой кладкой с окном в Биньяско, Швейцария, кантон Тичино
- Деталь стены сухой кладкой в Йоркшир-Дейлз
- Стена в Мачу-Пикчу, Перу
- Стена из местного известняка в центре Кентукки
- Каменный забор
- Арка, выложенная сухой кладкой, т.наз. Porta Rosa (IV в. до н.э.), Элея, Великая Греция (ныне юг Италии)
- Дартмур, Великобритания
- Стена в Куско, Перу
- Стена в Мачу-Пикчу, Перу
- Львиные ворота в микенском акрополе
- Кажун в Хорватии
- Стена Плача, Иерусалим